# Жавинка
Жа́винка — село в Україні, у Чернігівському районі Чернігівської області. Входить д оскладу Киїнської сільської громади. Населення становить 549 осіб. До 2016 орган місцевого самоврядування — Киїнська сільська рада.

## Історія
Починаючи зі слів Філарета Гумілевського, архієпископа Чернігівського (1859—1866 рр.), автора 7-томного «Історико-статистичного опису Чернігівської єпархії», Жавинку прийнято ототожнювати з літописним «сільцем святого Спаса» (і, відповідно, виводити її вік з дотатарських часів), а назву пов'язувати із «засновником» села, чернігівським князем Святославом Ярославичем, який помер від розрізу жолви (пухлини). Але нині історики піддають сумніву більшість свідчень Філарета. Щодо «сільця святого Спаса» Філарет грубо помилився, оскільки в першоджерелі, на яке він посилається на підтвердження своїх слів, боярину Григорію Іванову «первый владыка Бряньскій Нектарей далъ ему селцо церковное Святого Спаса, на имя Очкасово» — тобто йдеться про зовсім інший регіон.
Імовірніше, назва села походить від річки Жовинки. Про це свідчать як матеріали Рум'янцевського опису 1767 р. («д. Жоввинка, при речке Жоввинке»), так і «Опис Чернігівського намісництва» 1781 р. («Деревня Жоввинка… надъ речкою Жоввинкою»). Річка отримала свою назву ще на початку заселення регіону слов'янськими племенами, тобто за багато століть до хвороби Святослава.
П. Кулаковський пов'язує виникнення села із колонізаційною активністю чернігівського старости М. Калиновського. В околицях Чернігова його осадчі перед 1638 р. осадили Жолвинку.
«Sioło Żołwinka» згадується в подимному реєстрі 1638 р. і налічує 6 «димів».
У радянські часи назву села стали писати через «а» (Жавинка замість Жовинка), що не подобалося місцевому люду. Однак у всіх офіційних документах нині фігурує саме «Жавинка», а процес повернення історичної справедливості занадто складний.
У 2015 році одне з чернігівських видань навіть надрукувало лист Сергія Власенка з цього приводу:
```
«Мене дивує, чому село на околиці міста Чернігова до цього часу називається «Жавінка»? Справа в тому, що я сам народився і виріс у цьому колись мальовничому селі, і завжди воно називалося Жовинка. Так записано в усіх моїх документах. Таку ж назву занесено і до документів моїх батьків, дідів та інших мешканців села. Жовинськими були і восьмирічна школа, і фельдшерсько-акушерський пункт, що підтверджують гербові печатки цих установ. Нову назву воно отримало чомусь після того, як берег річки Десна був відданий … «жлобам» під дачі. Вони стали називати його «Жавінка»
[
3
]
. 
```

З 1638 і по 1710 рік в документах село називають «Жолвинка», надалі і до 1943 року — « Жоввинка». Після війни назву почали вказувати як «Жавинка» без офіційного перейменування. Написано назву села через «А» і на сайті Верховної Ради України.
Імовірно, саме так — Жавинка — назва села писалася в документах під час звільнення Чернігівщини Червоною Армією, насамперед в армійських зведеннях. Подібне написання перекочувало до тогочасних офіційних паперів і витіснило з ужитку історичну назву села. 

## Планування села
Село затиснуте між відстійниками й ставками рибкомбінату. У селі дві вулиці: Іллінська (до декомунізації — колишня 1 Травня) та Лугова. Більшість хат села витягнуті вздовж основної вулиці Іллінська, яка йде від південного заходу на північний схід, також Дачна.
У другій половині XX ст. на південний схід від села збудували Рибокомбінат (у володінні якого штучні озера), річковий порт і завод залізобетонних виробів. Усі три об'єкти з'єднали автодорогою і залізничними коліями.
У 1970-ті роки ще південніше, на деснянській терасі почали забудову дачними масивами. Нині в Чернігові Жовинка асоціюється саме з цими поселеннями.

## Освіта

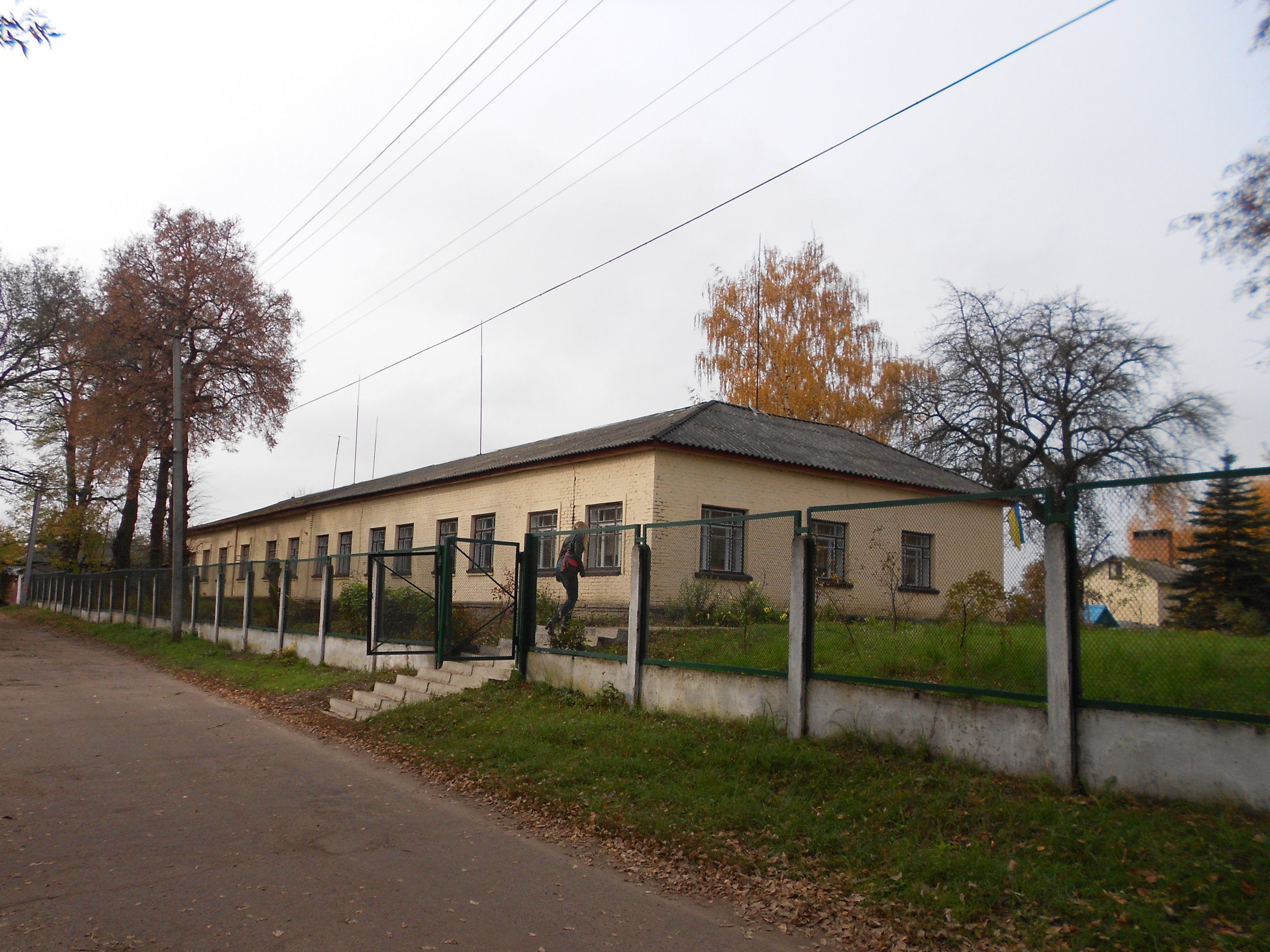
Школа
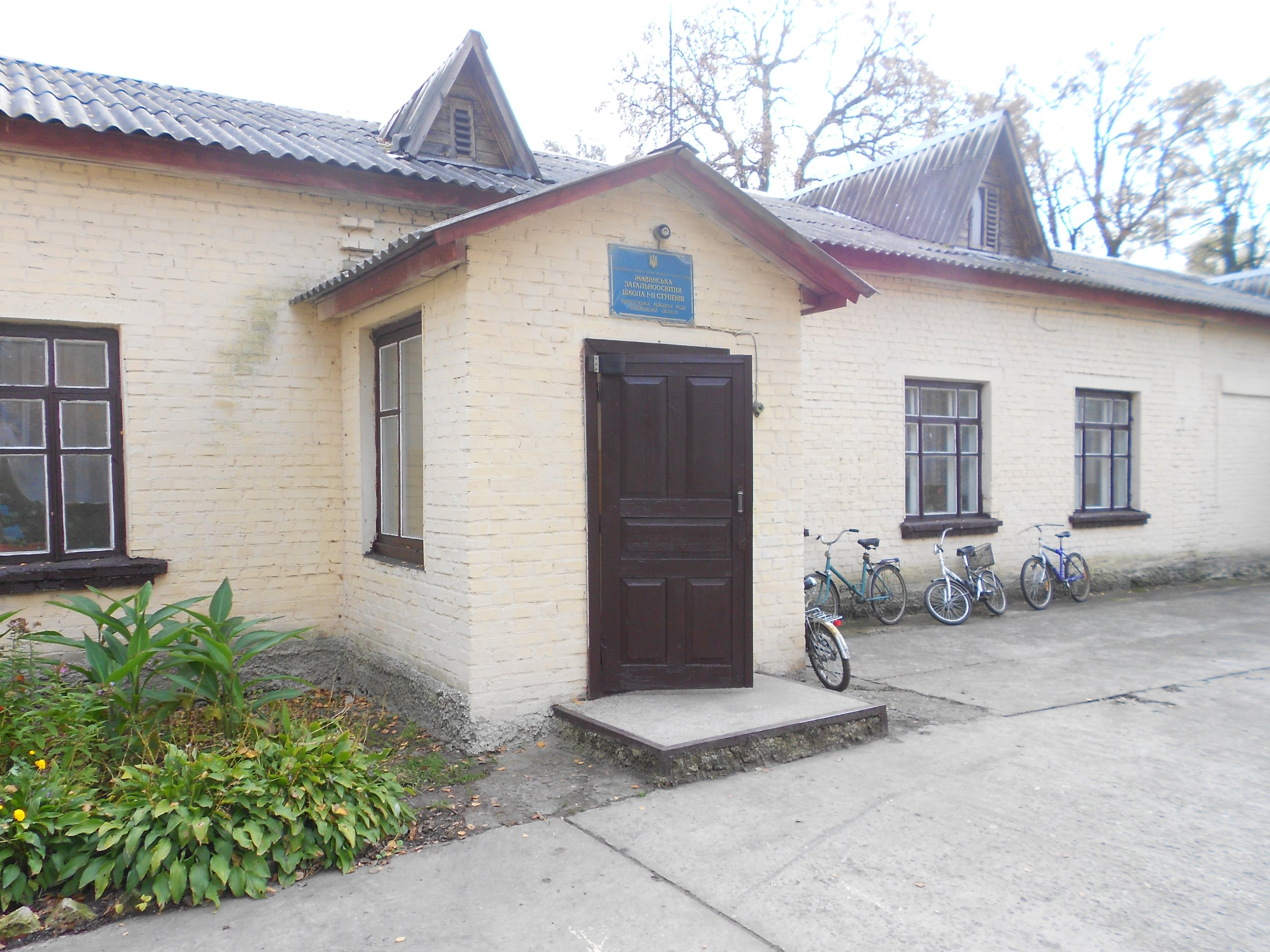
Вхід
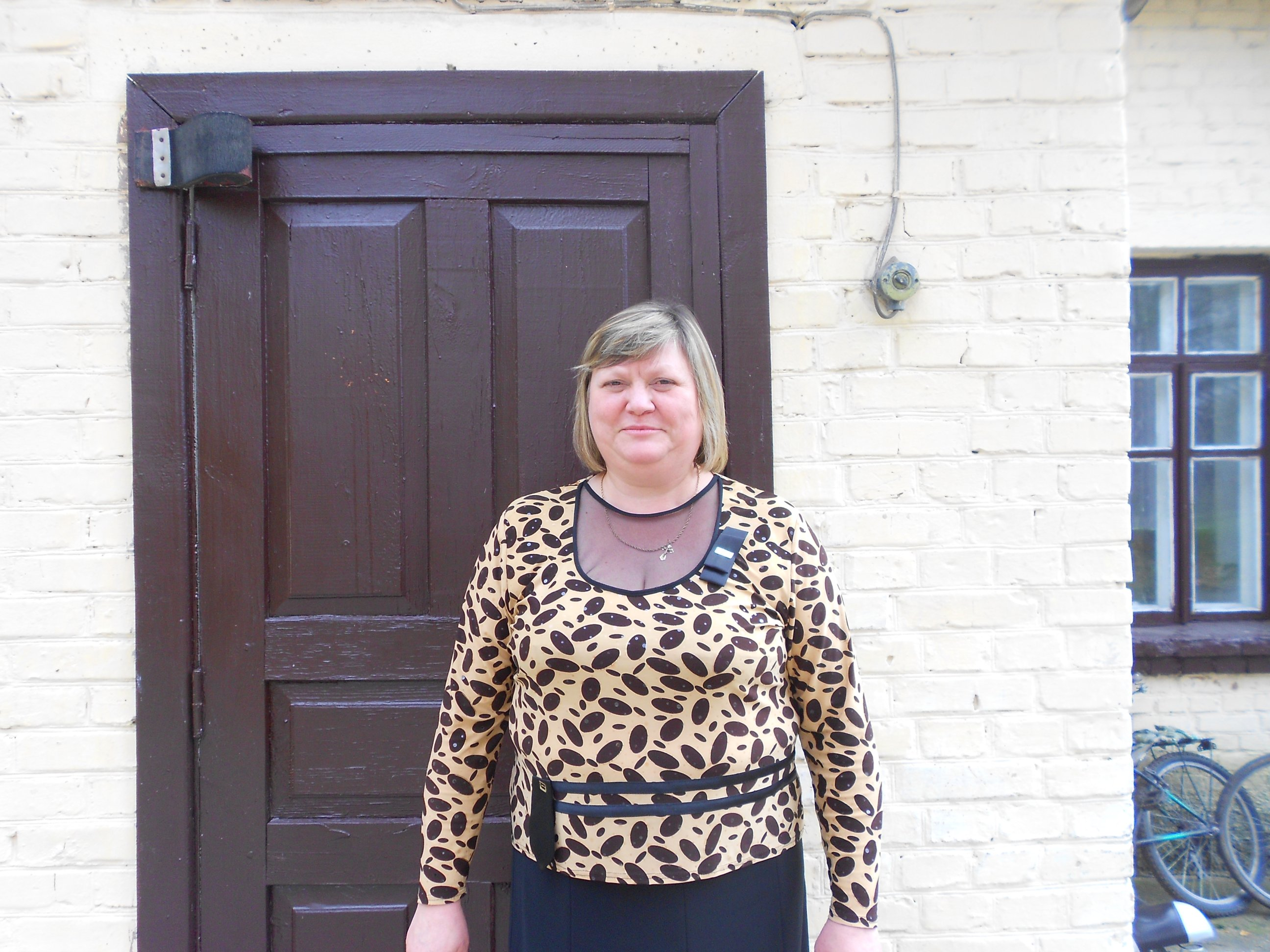
Директор
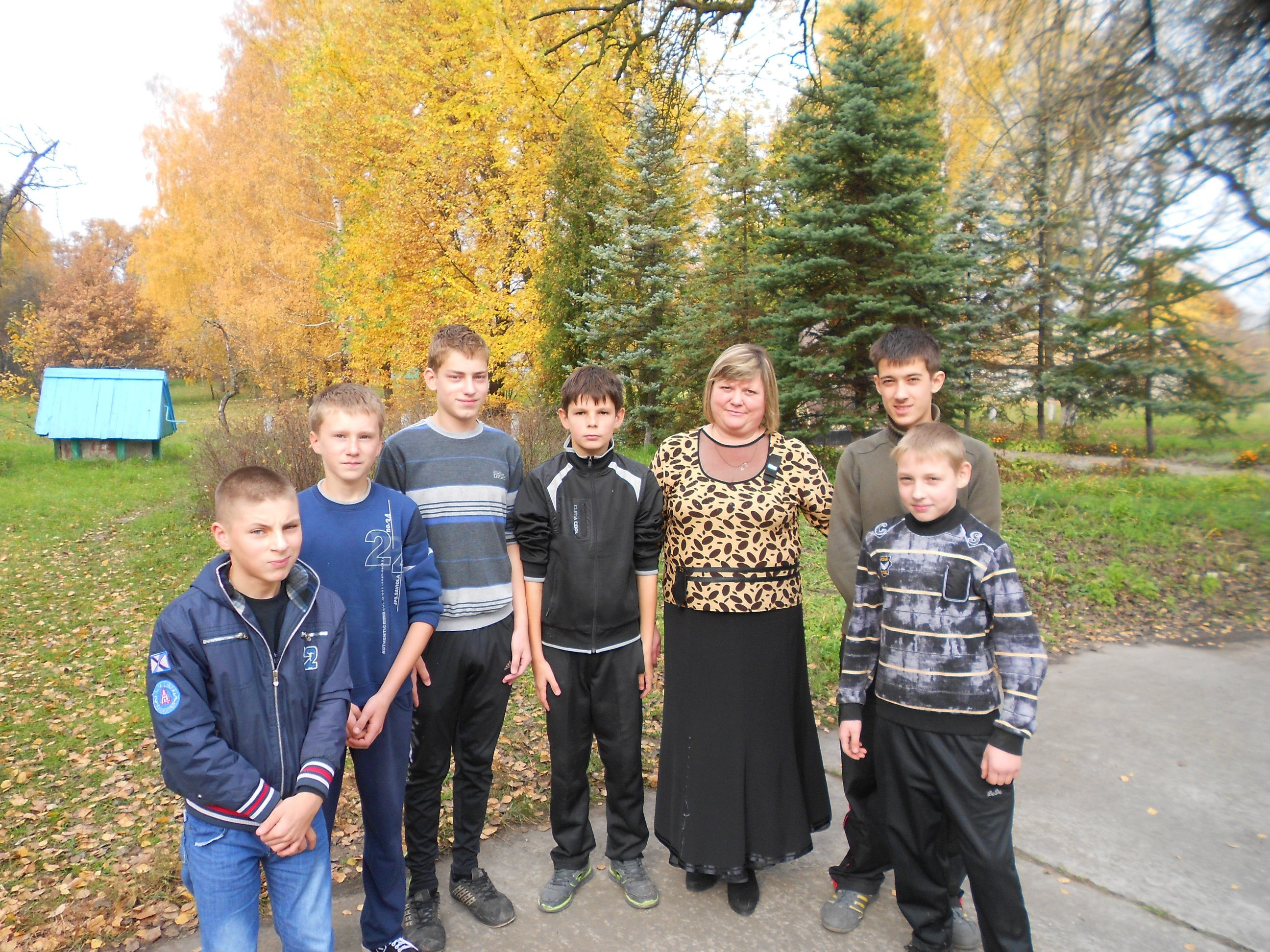
Директор із учнями, 2013 рік
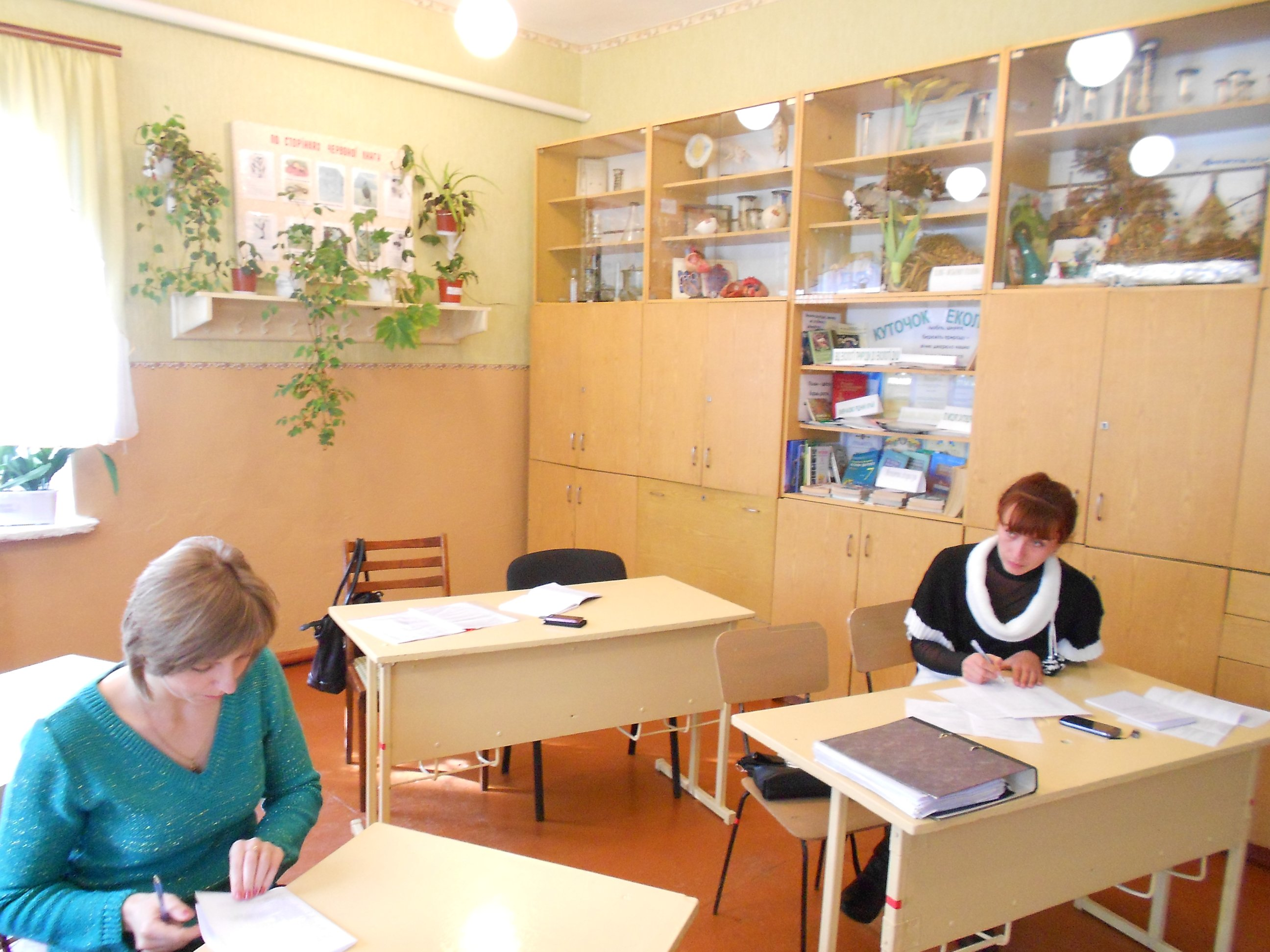
Вчителі під час тренінгу
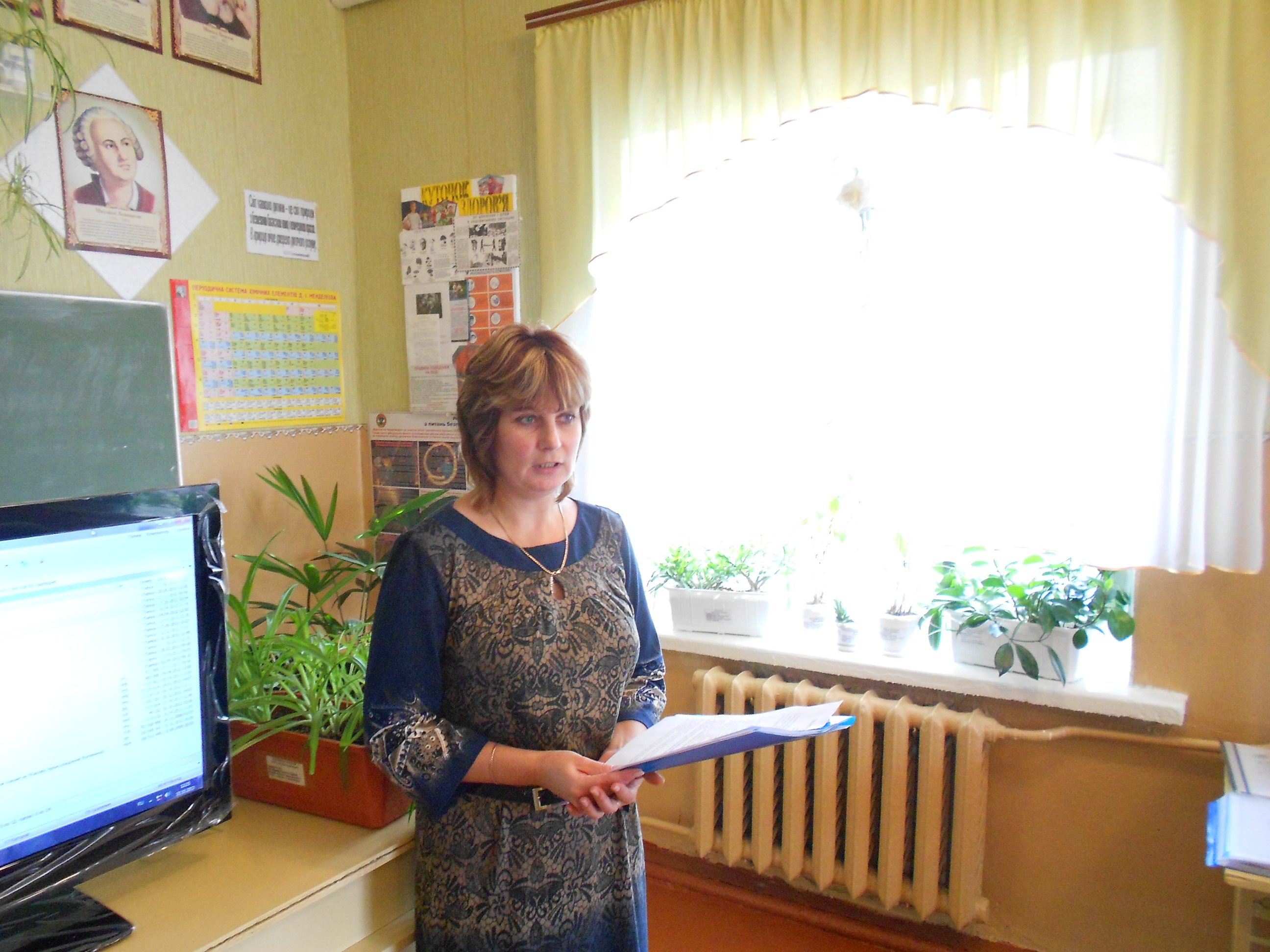
Тренінг
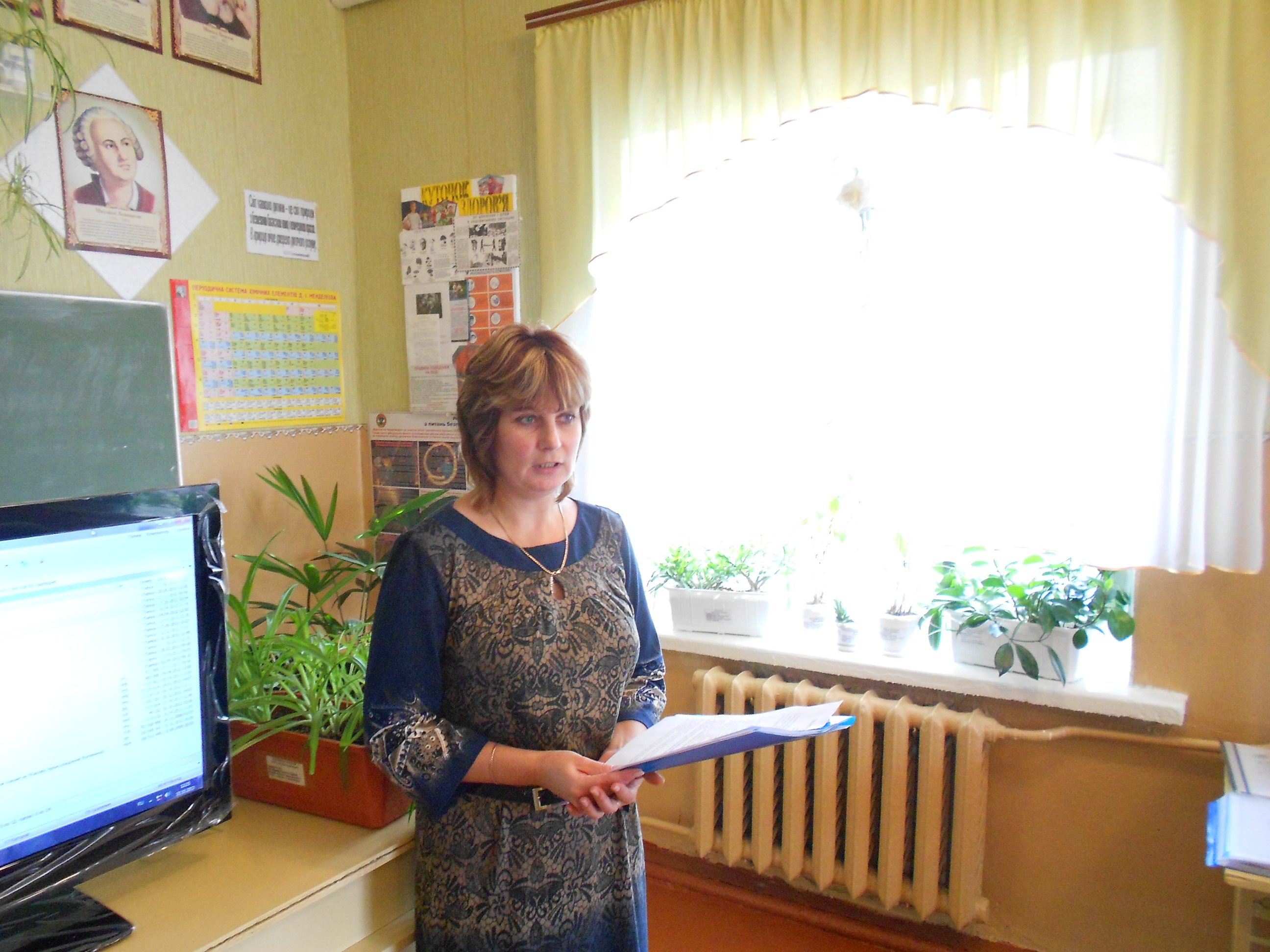
На перерві
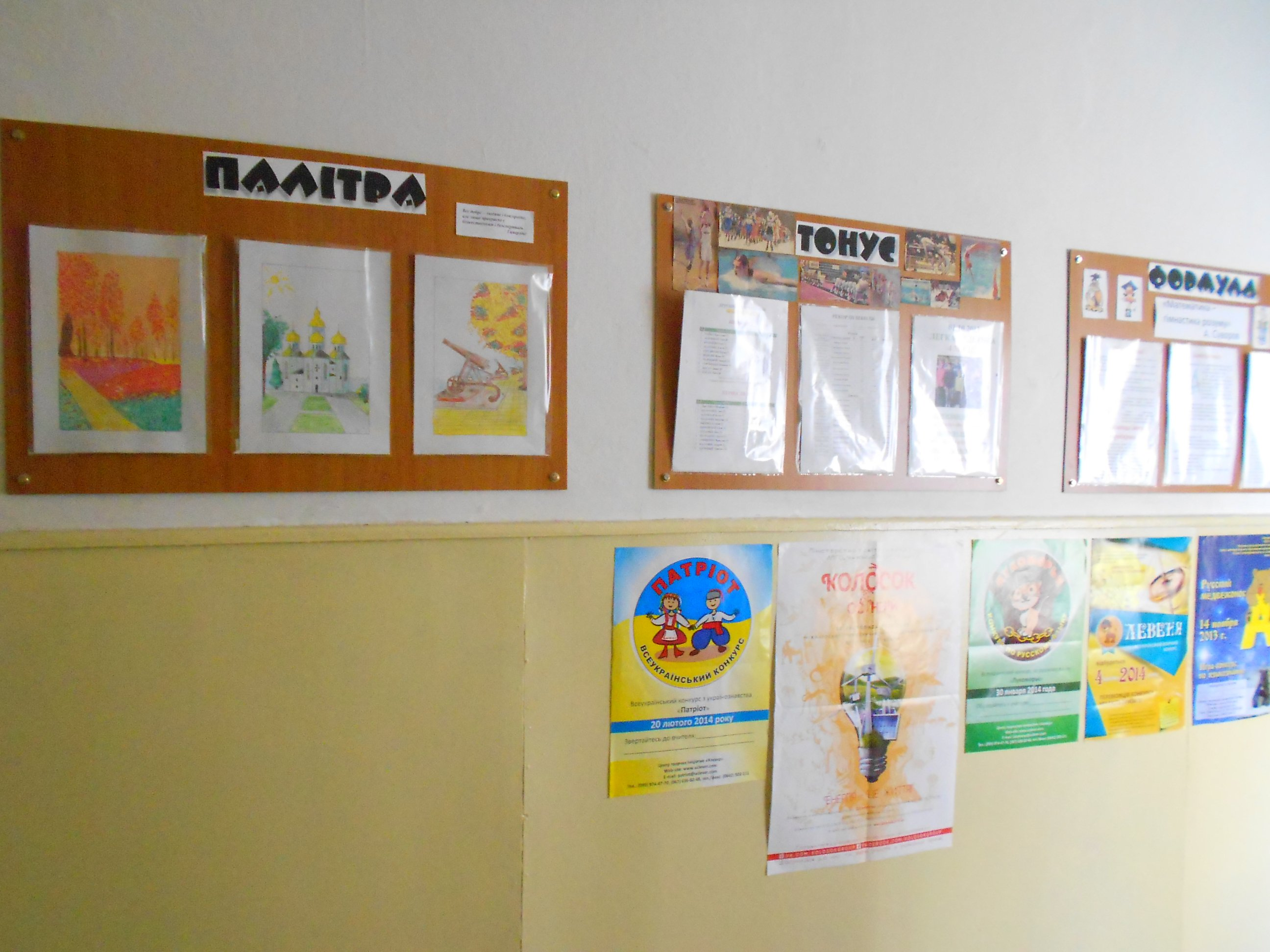
Коридор
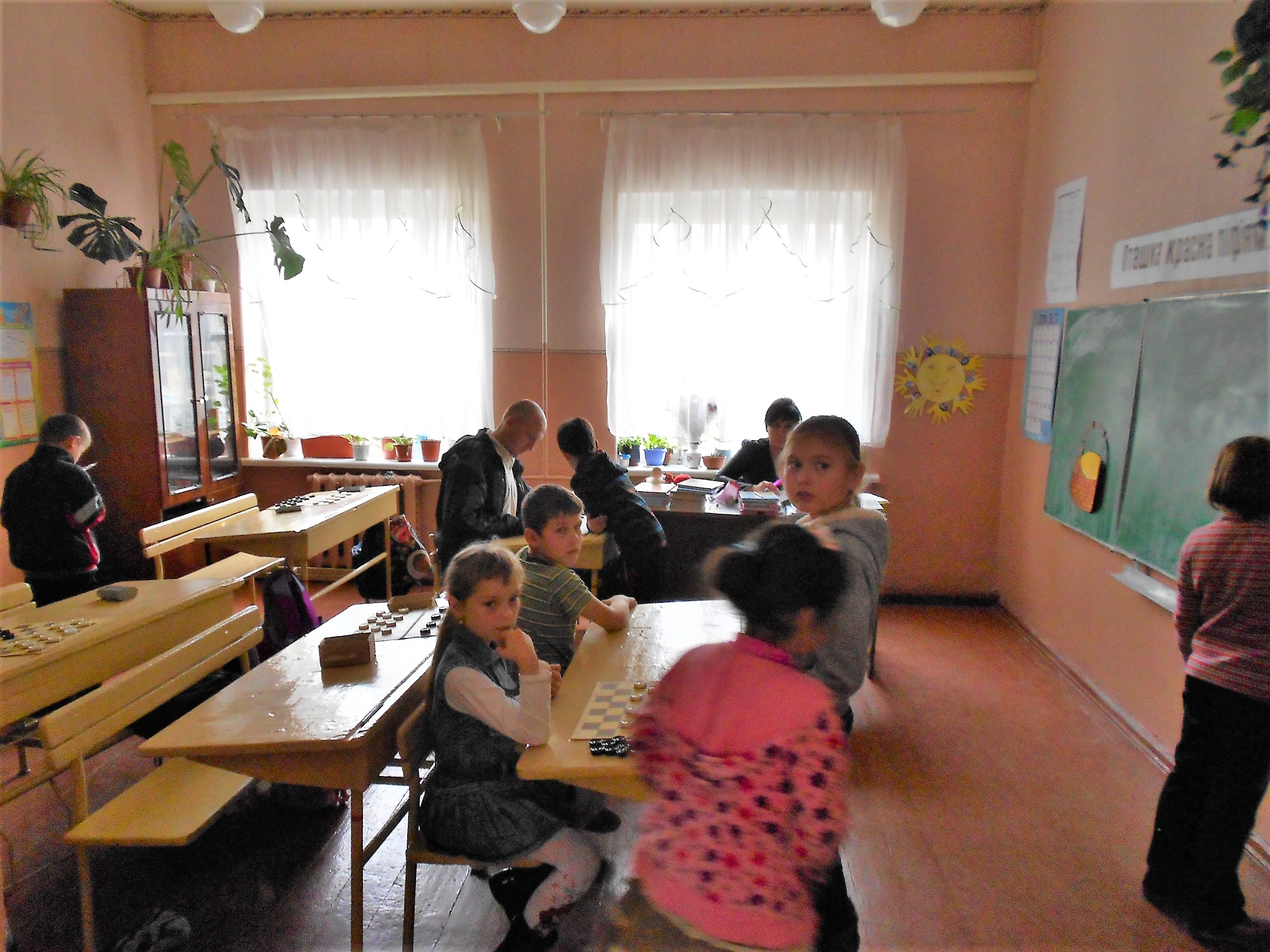
Клас
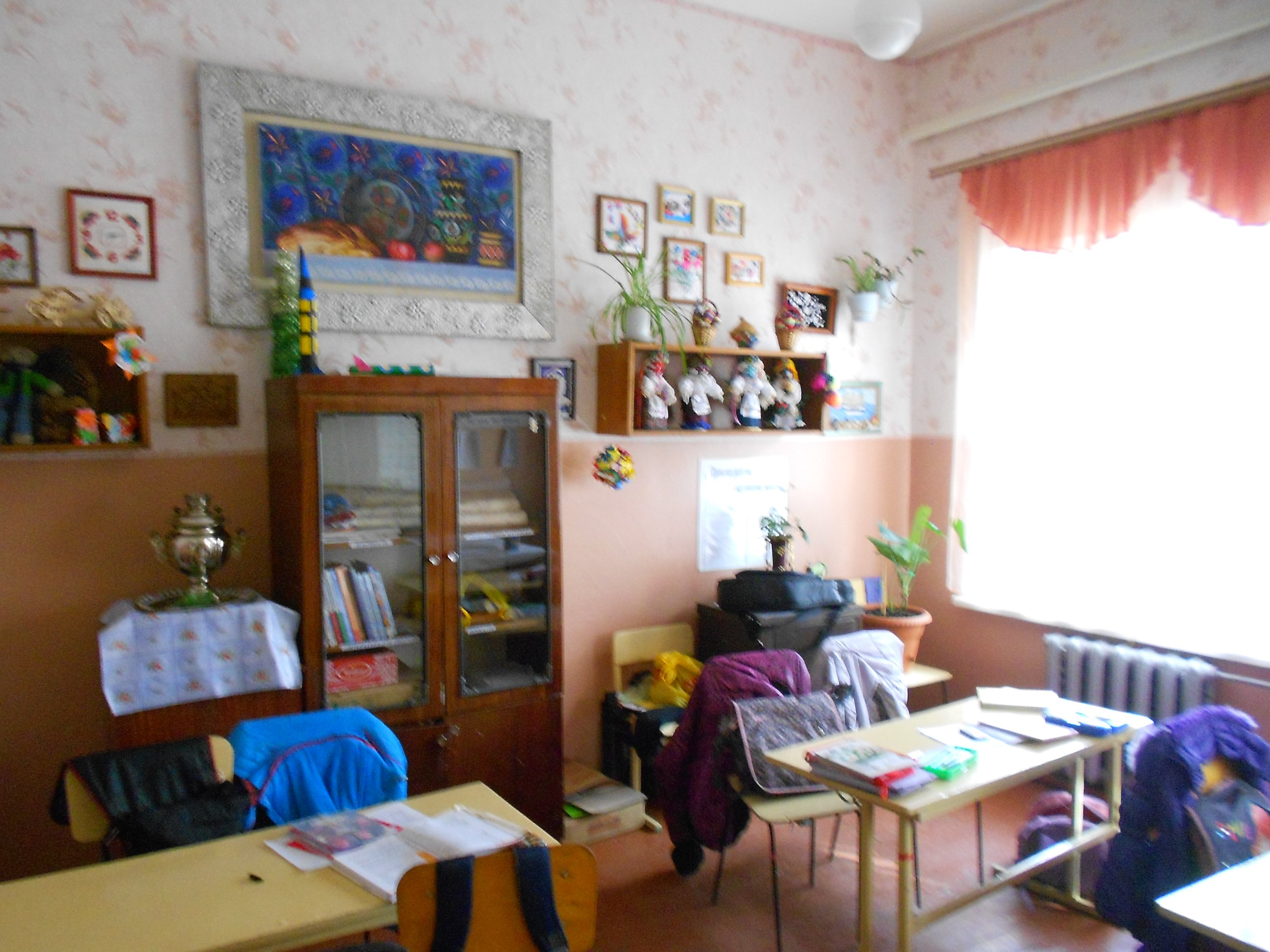
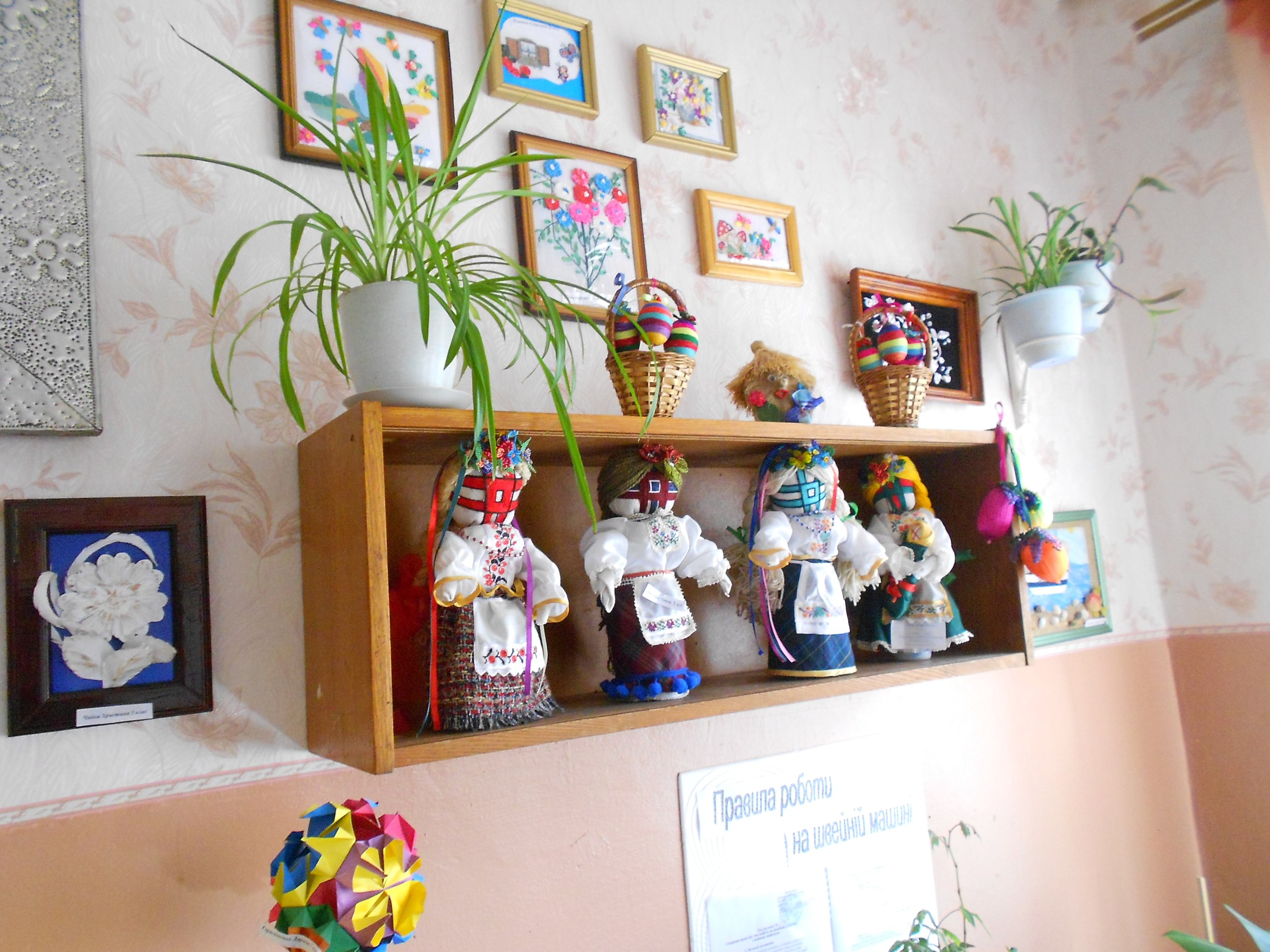
Ляльки-мотанки
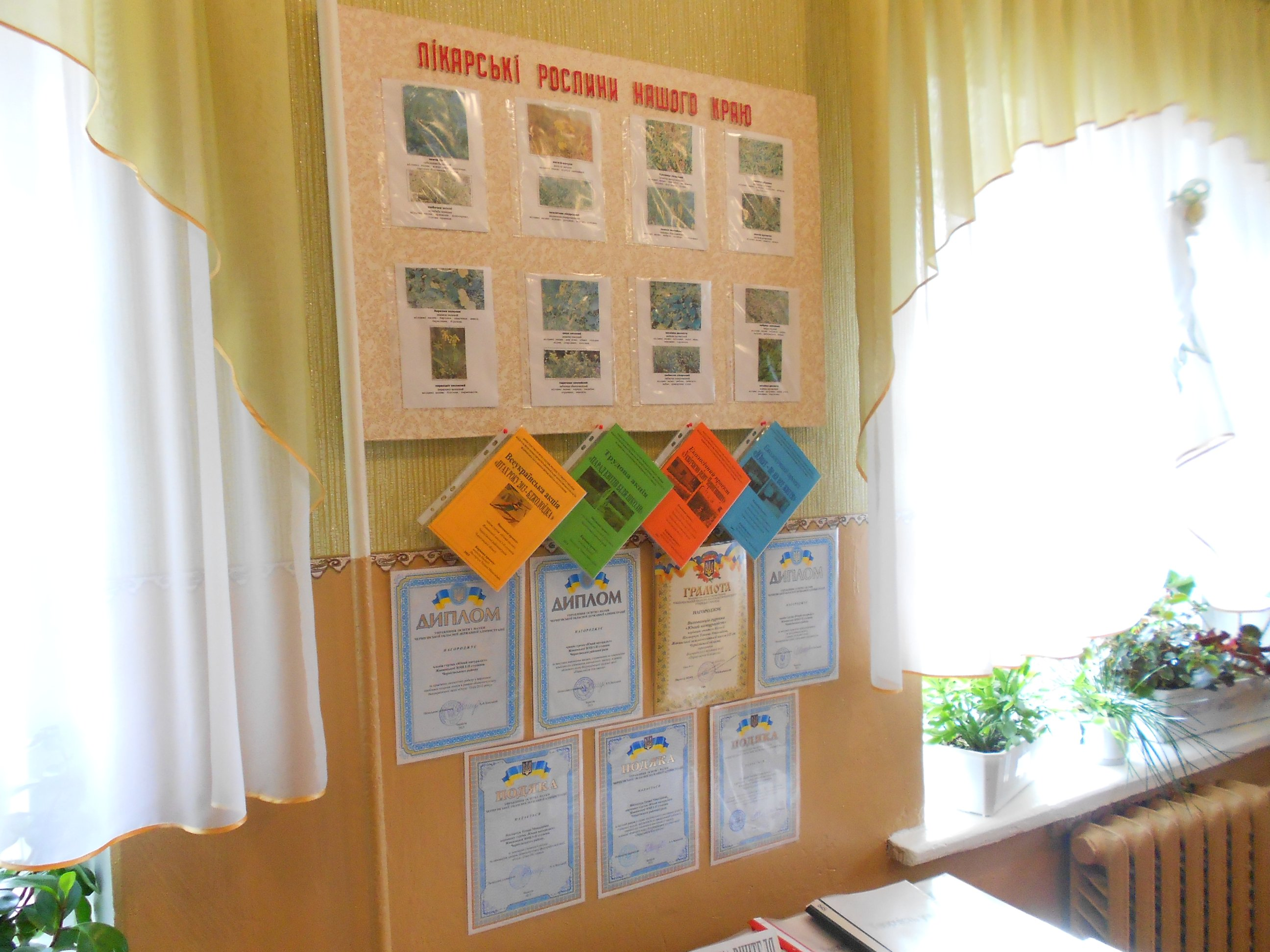
Дипломи
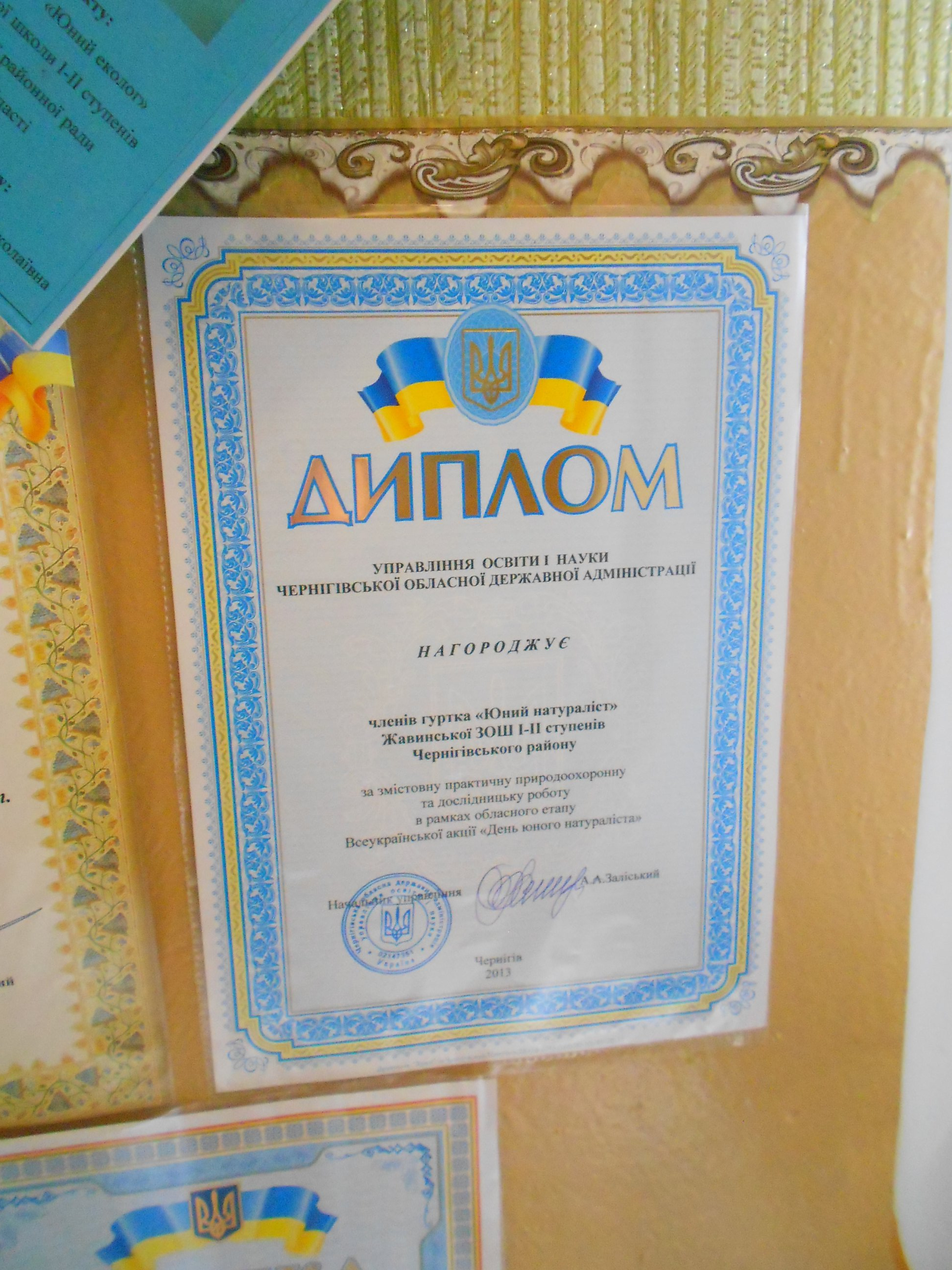
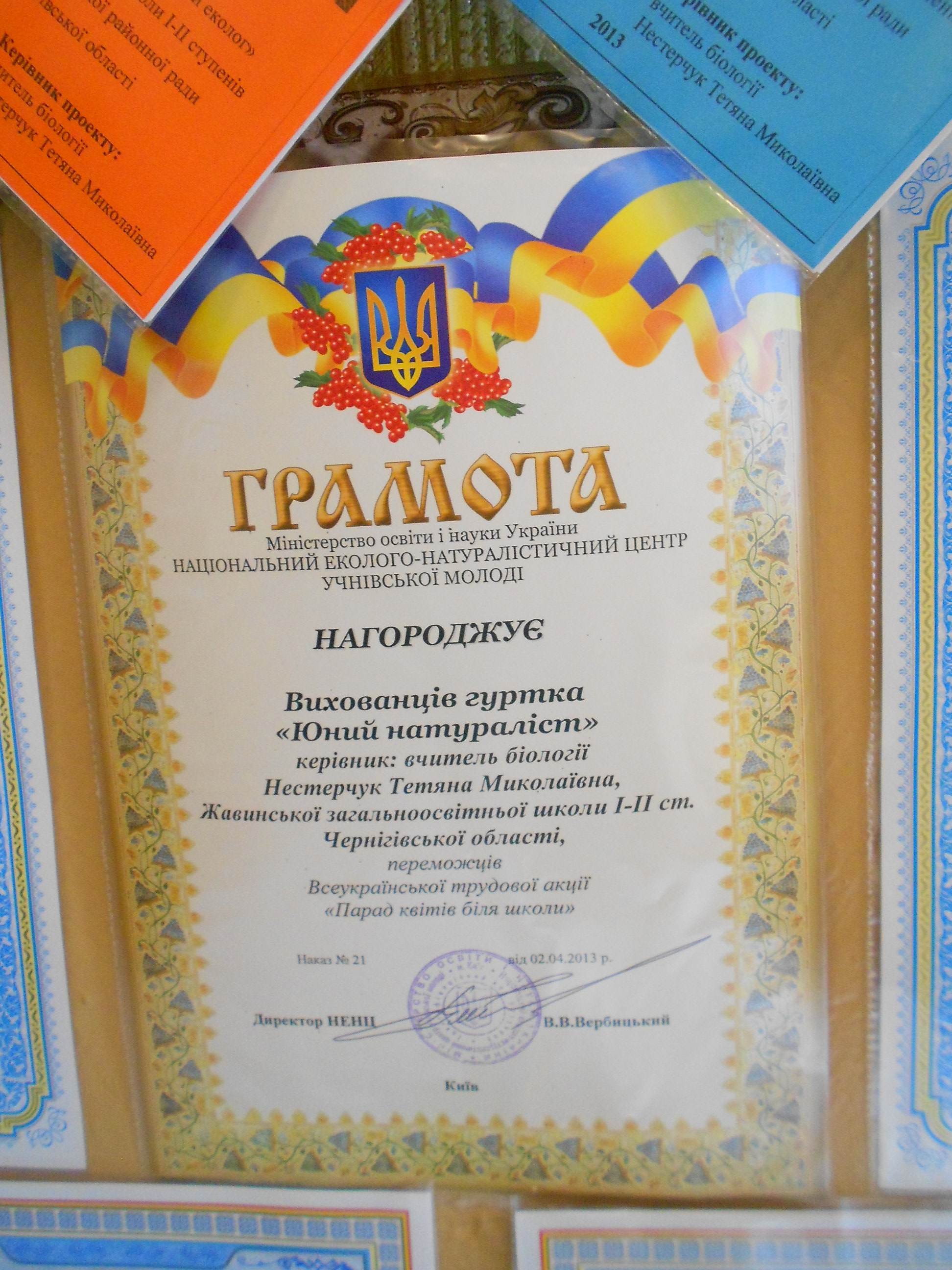
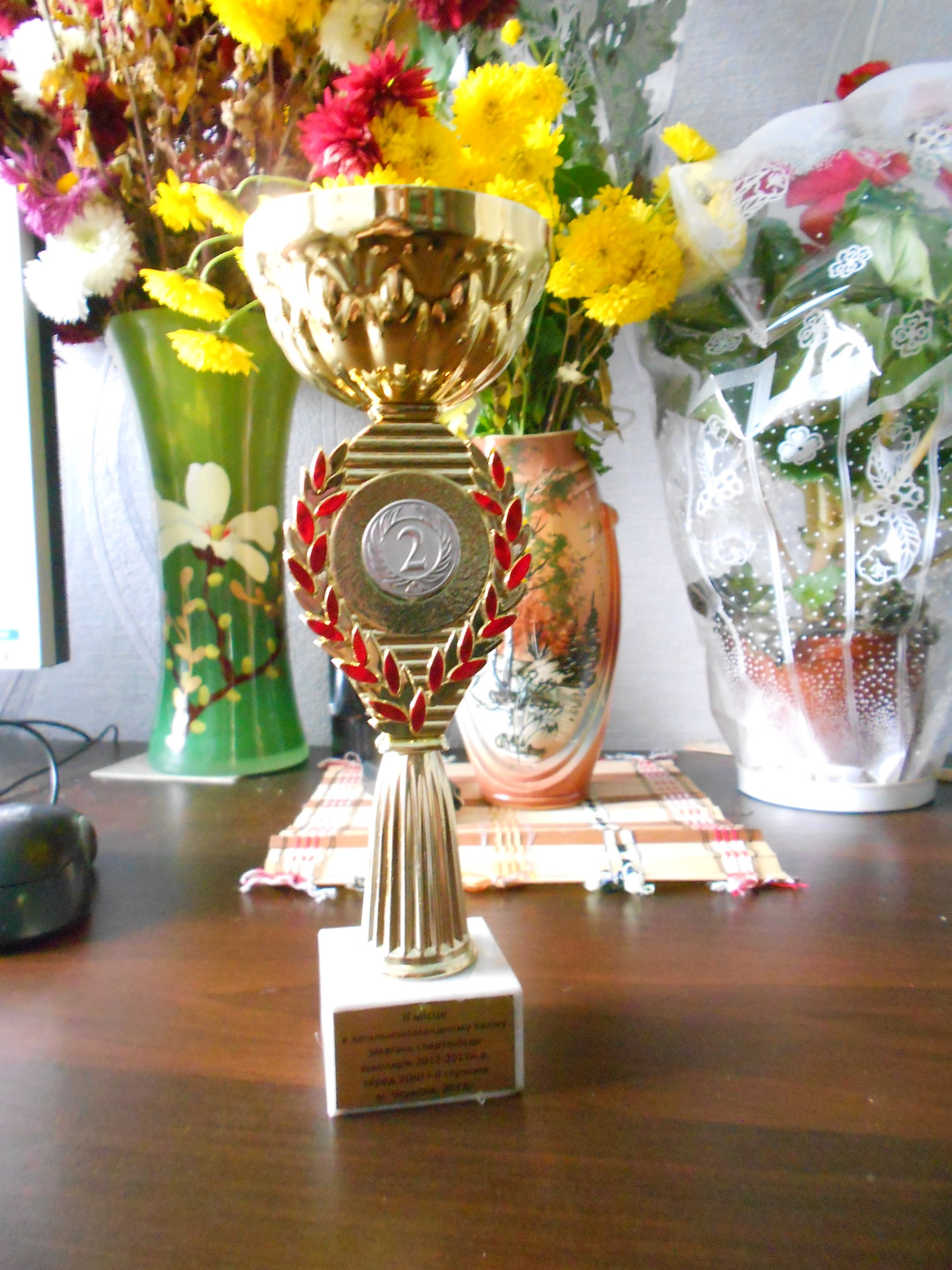
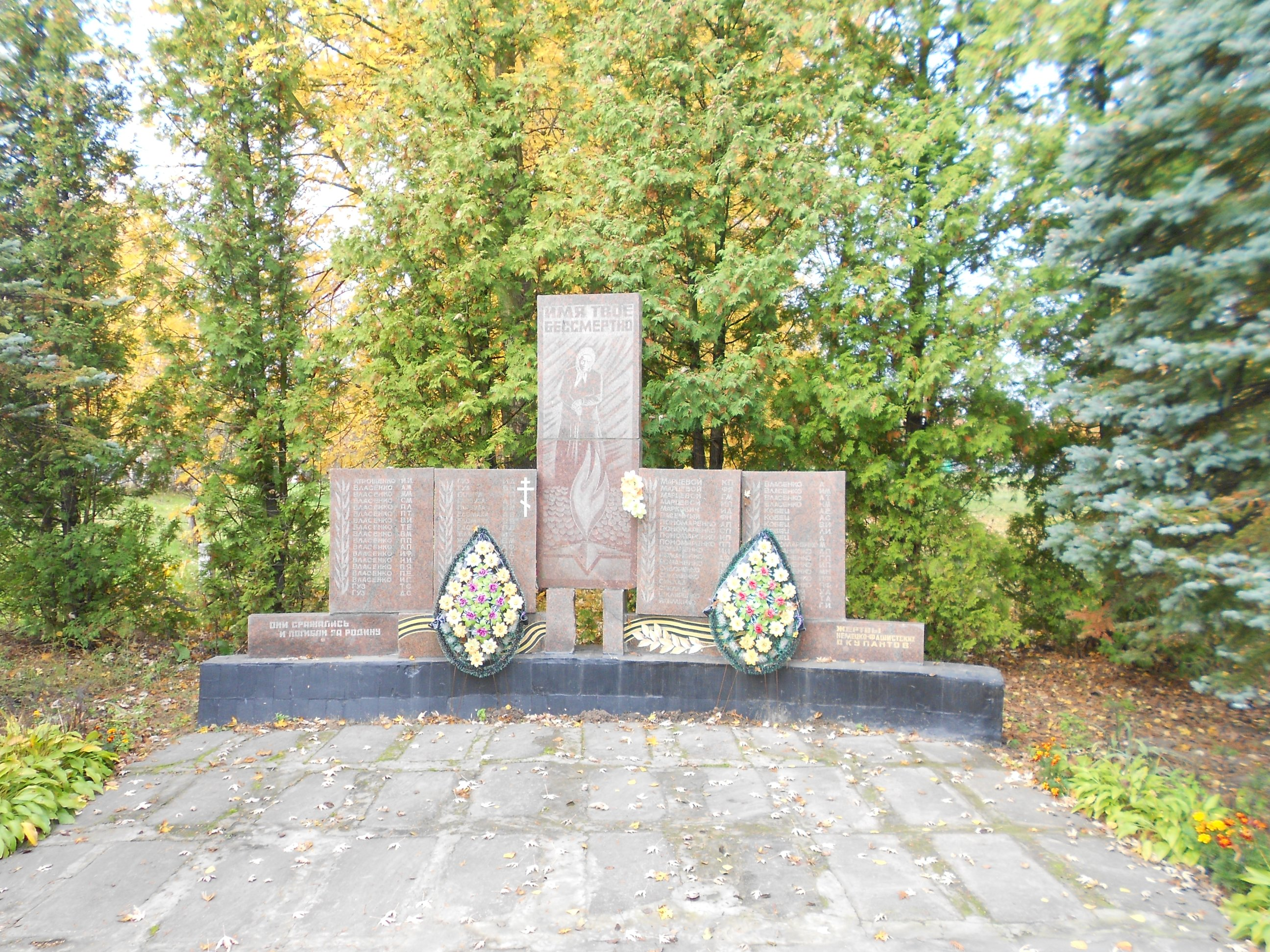
Пам'ятник на території школи

У селі знаходиться школа. На 11 учителів припадає 32 учні. У школі є спортзал, їдальня та актовий зал. Розташована за адресою: с. Жавинка, вул. Іллінська, 41.
Після приходу у 2009 році до школи нового директора Ніни Тимофіївни Шолох кількість школярів почала зростати — насамперед тому, що новий директор власноруч почала переконувати місцевих жителів віддавати дітей до сільської школи, а не до міста Чернігова, який знаходиться поруч — 4 кілометри від села. Значно активізувалося й шкільне життя — учні школи за останні роки отримали чимало призів з обласних шкільних змагань і навіть із всеукраїнських.
Нині школа закрита; її будівля та територія чекає на свого нового господаря. Школярі та вчителі, а також інший персонал школи перейшли до інших навчальних закладів.

## Транспорт
До села їздить регулярна чернігівська маршрутка № 36 (маршрут: Епіцентр — вул. Шевченка — Жавинка — дачі). Вартість проїзду станом на вересень 2017 року 4.50 до села, 6 гривень до дач. Перша маршрутка їде з Чернігова о 6-30, остання о 20-00.

## Економіка
У селі знаходиться перша ліцензована крафтова виноробня на Півночі України ТОВ «Виноман».

## Персоналії
- У селі народився Петро Леонтійович Коломієць — радянський офіцер [5] , [6] , Герой Радянського Союзу, в роки Німецько-радянської війни командир ескадрильї 2-го гвардійського винищувального авіаційного полку 6-ї винищувальної авіаційної дивізії Військово-повітряних сил Північного флоту (льотчик у Військово-морському флоті СРСР), гвардії капітан.

## Галерея

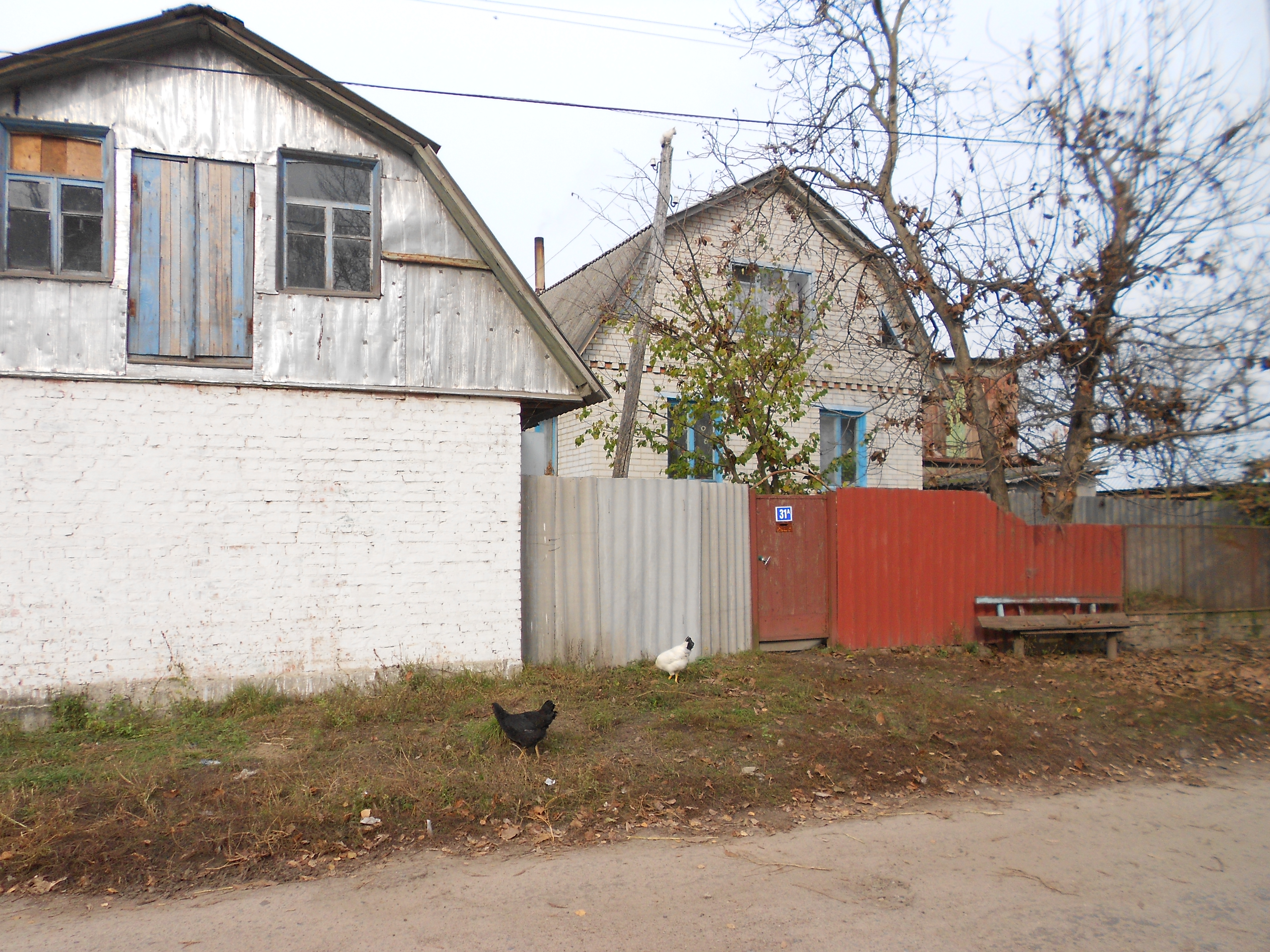
Вулиця села
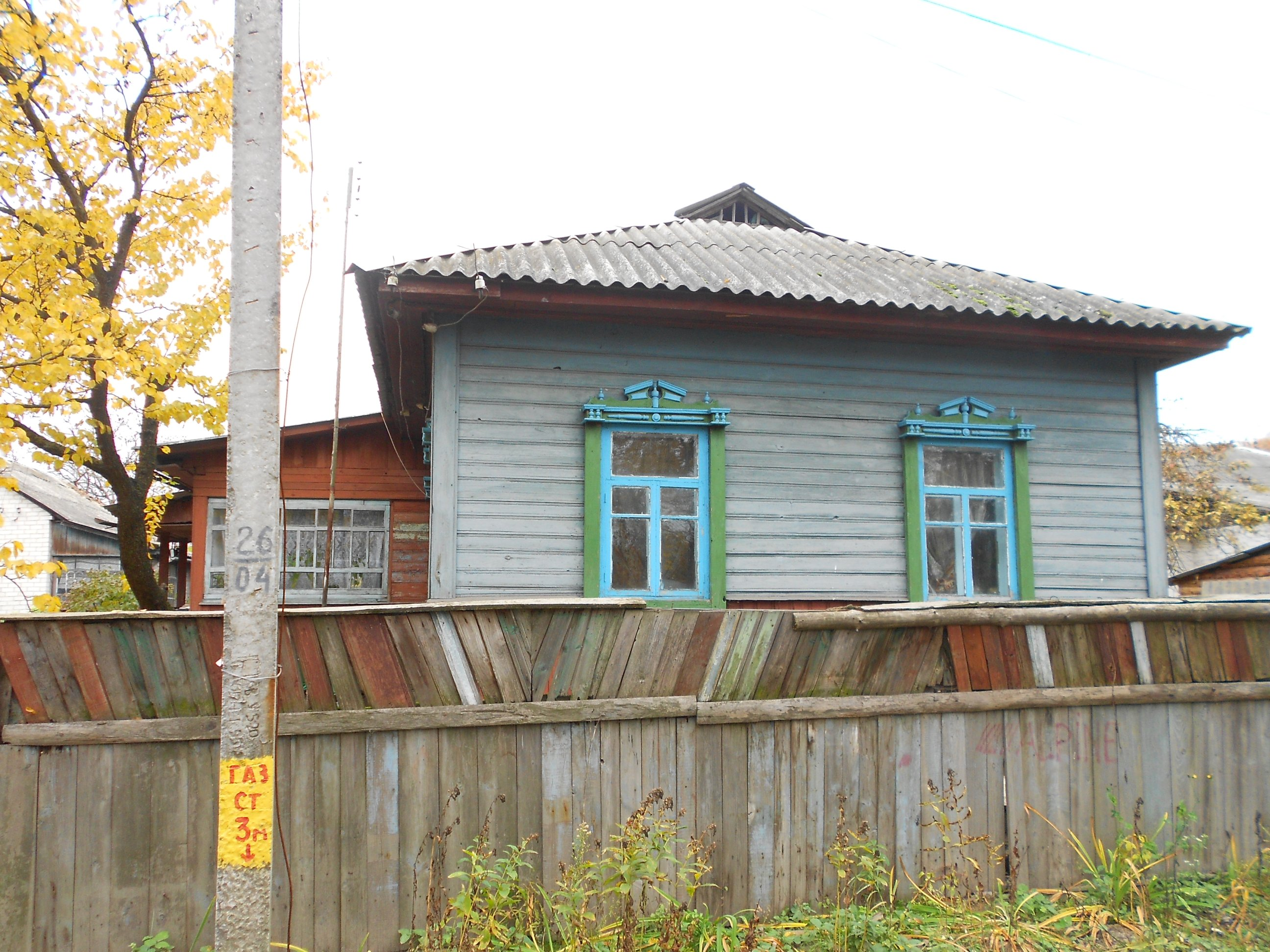
Хата
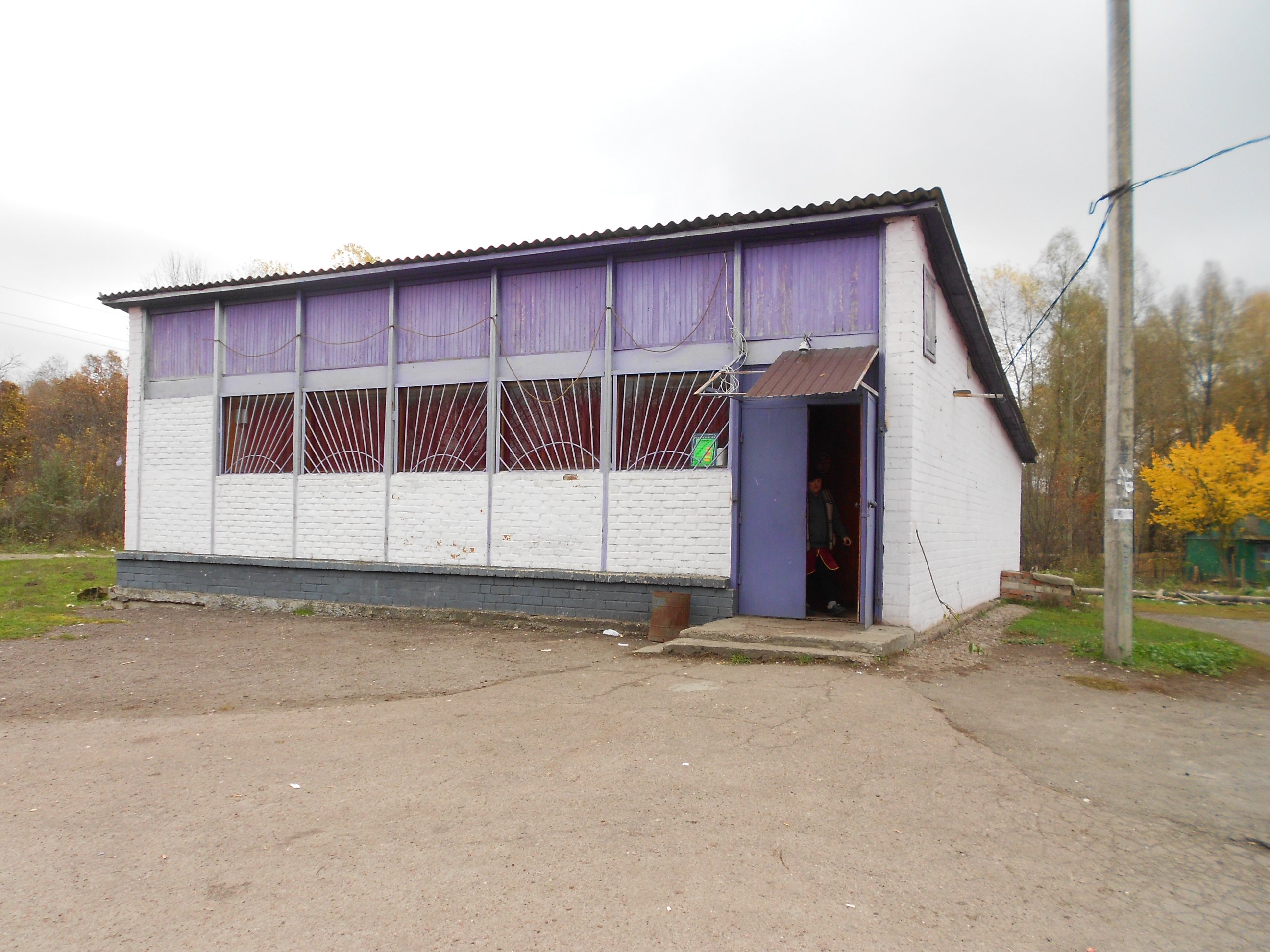
Магазин
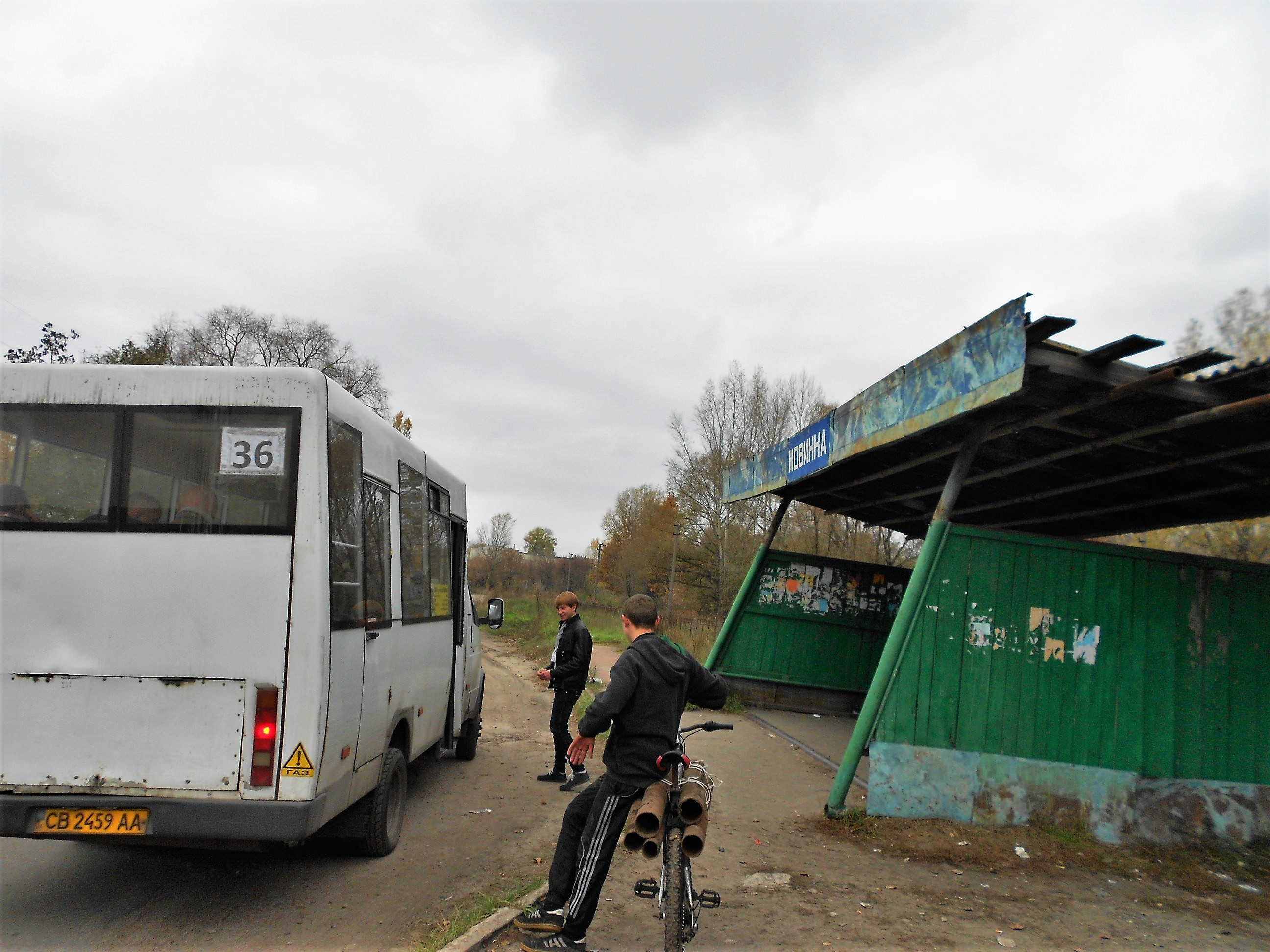
Автобусна зупинка
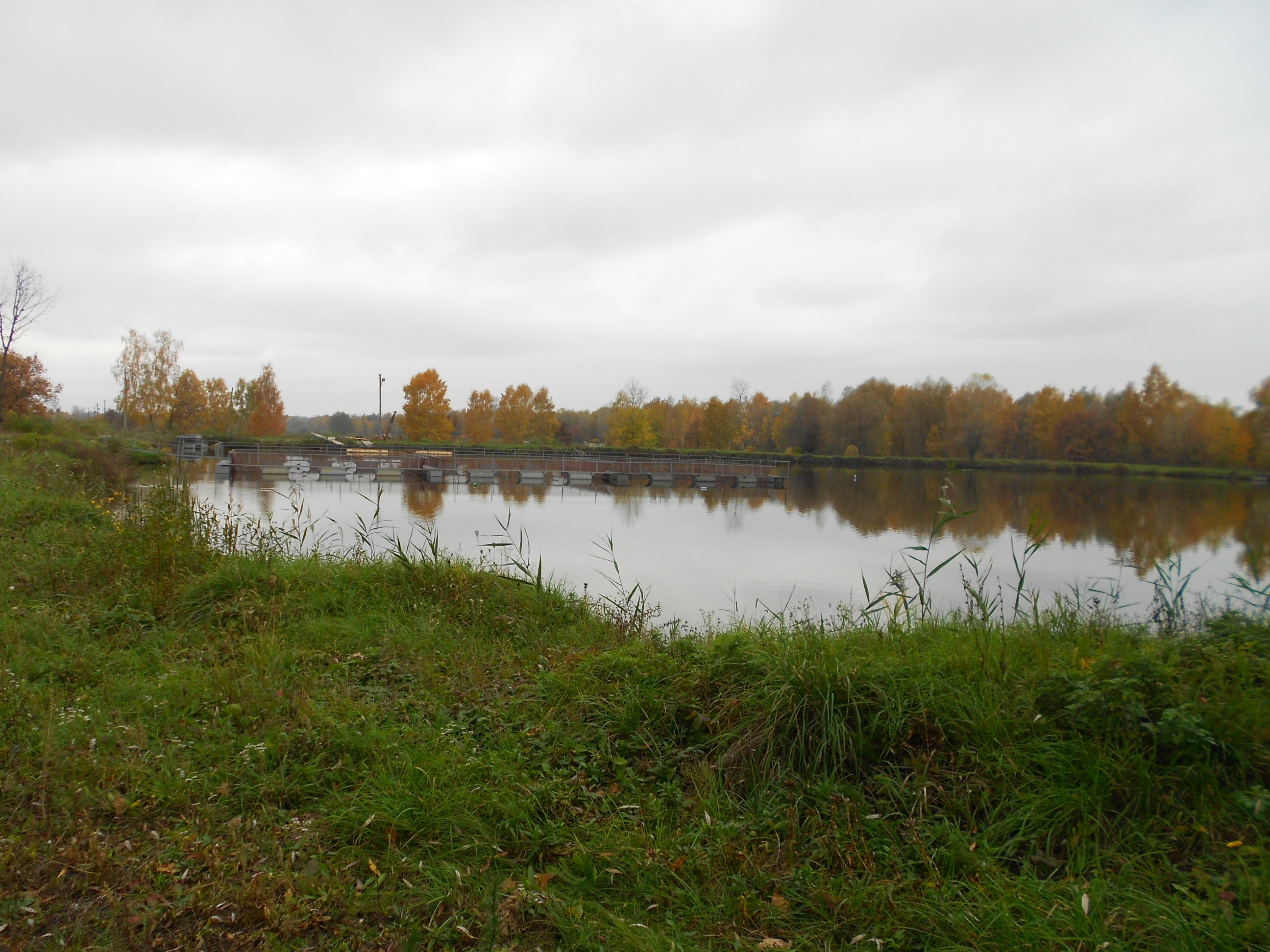
Відстійник